# Veselí nad Lužnicí II
Veselí nad Lužnicí II (do roku 1943 samostatné město Mezimostí nad Nežárkou, německy Mesimost an der Naser) je severovýchodní část města Veselí nad Lužnicí v okrese Tábor v Jihočeském kraji. Je tvořena územím města na pravém břehu Lužnice (s výjimkou části ostrova mezi Nežárkou a jejím ramenem Degárkou), jehož dopravní osou je třída Československé armády (po níž je vedena silnice II/603, dříve I/3 – E55). Historickým jádrem je Malé náměstí s Pivovarským dvorem a kaplí svatého Floriána. V této části města se nachází též nádraží Veselí nad Lužnicí (dříve Veselí-Mezimostí), které je významnou železniční křižovatkou na České Budějovice, Třeboň, Tábor a Jindřichův Hradec, a sídelní celek Tyršova čtvrť na opačné straně železničních tratí.
Je zde evidováno 960 adres. V roce 2011 zde trvale žilo 2337 obyvatel.
Veselí nad Lužnicí II nemá samostatné katastrální území, leží společně s Veselím nad Lužnicí I v katastrálním území Veselí nad Lužnicí.

## Historie
První písemná zmínka o vesnici pochází z roku 1322.
Tvrz v Mezimostí, při soutoku Lužnice a Nežárky. byla poprvé zmiňována ve 14. století. Páni z Mezimostí se nazývali Jeníkové, později se vystřídali různí majitelé, včetně Rožmberků. Na městečko bylo povýšeno Petrem z Rožmberka roku 1494. V 19. století se nádraží v Mezimostí stalo jednou z nejvýznamnějších českých železničních stanic a obec svým rozvojem předstihla Veselí (Veselí nad Lužnicí však zůstávalo soudním okresem třeboňského okresu politického). Roku 1890 postihla město povodeň a strhla všechny mosty. Na město bylo Mezimostí nad Nežárkou povýšeno císařem roku 1908. Snahy o spojení s Veselím se objevovaly už dříve, ale patrioti z obou měst se spojení bránili. Až protektorátní ministr vnitra nařídil sloučení ke dni 1. ledna 1943 pod názvem Frohenbruck, česky Veselí nad Lužnicí. Mezimostští se po válce pokoušeli osamostatnit, ale neuspěli. Dnes jméno Mezimostí není obsaženo v žádném ze zdejších oficiálních místních názvů, jeho území je označováno jako místní část Veselí nad Lužnicí II.
Na nádraží Veselí-Mezimostí byl v sobotu dopoledne 21. prosince 1918 uvítán místní honorací, představiteli tehdejšího třeboňského politického okresu a veselského soudního okresu prezident republiky T. G. Masaryk, na své triumfální cestě zpět do osvobozené vlasti. Pronesl tam poděkování za vřelé uvítání, vybídl k práci a krátkým proslovem oslovil shromážděné zástupy občanů.
Osobní přivítání prezidenta Masaryka na přeplněném nádražním prostoru provedli veselský starosta Alois Kolín a bývalý poslanec vídeňské říšské rady probošt Jan Vacek.

## Obyvatelstvo
| Rok            | 1869 | 1880 | 1890  | 1900  | 1910  | 1921  | 1930  | 1950 | 1961 | 1970  | 1980  | 1991  | 2001  | 2011  | 2021  |
| -------------- | ---- | ---- | ----- | ----- | ----- | ----- | ----- | ---- | ---- | ----- | ----- | ----- | ----- | ----- | ----- |
| Počet obyvatel | 959  | 977  | 1 157 | 1 706 | 2 154 | 2 237 | 2 564 | 0    | 0    | 2 439 | 2 141 | 2 122 | 2 292 | 2 337 | 2 296 |
| Počet domů     | 131  | 146  | 157   | 182   | 221   | 268   | 438   | 0    | 0    | 572   | 558   | 692   | 751   | 765   | 807   |

## Obecní správa
Při sčítání lidu v letech 1850–1945 Veselí nad Lužnicí II bylo samostatnou obcí a později městem v okrese Třeboň. V následujícím období byla vesnice úředně zrušena a jako část města Veselí nad Lužnicí byla obnovena 1. července 1980 v okrese Tábor.

## Obrázky

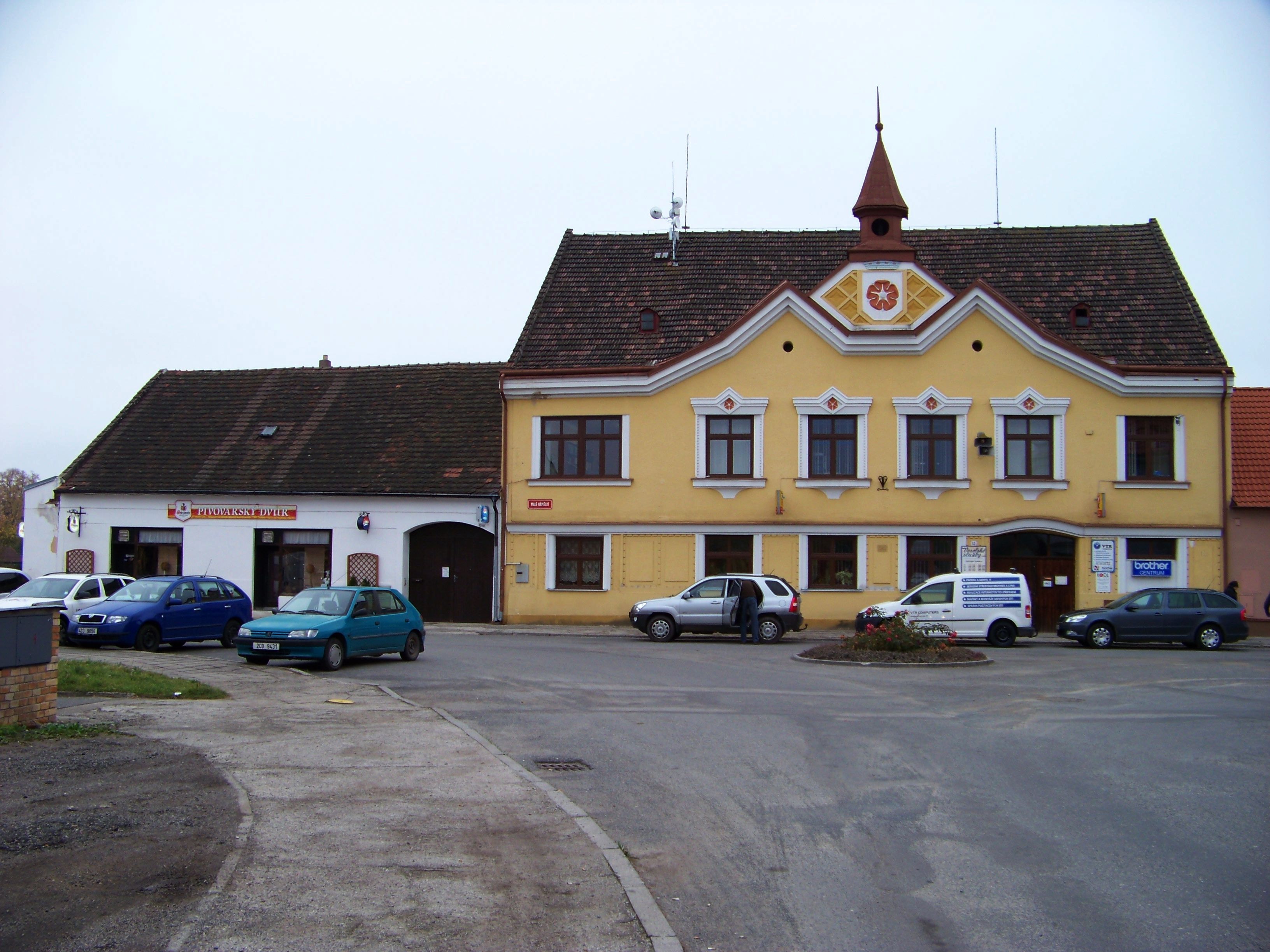
Pivovarský dvůr (s bývalou radnicí města Mezimostí-vpravo) na Malém náměstí
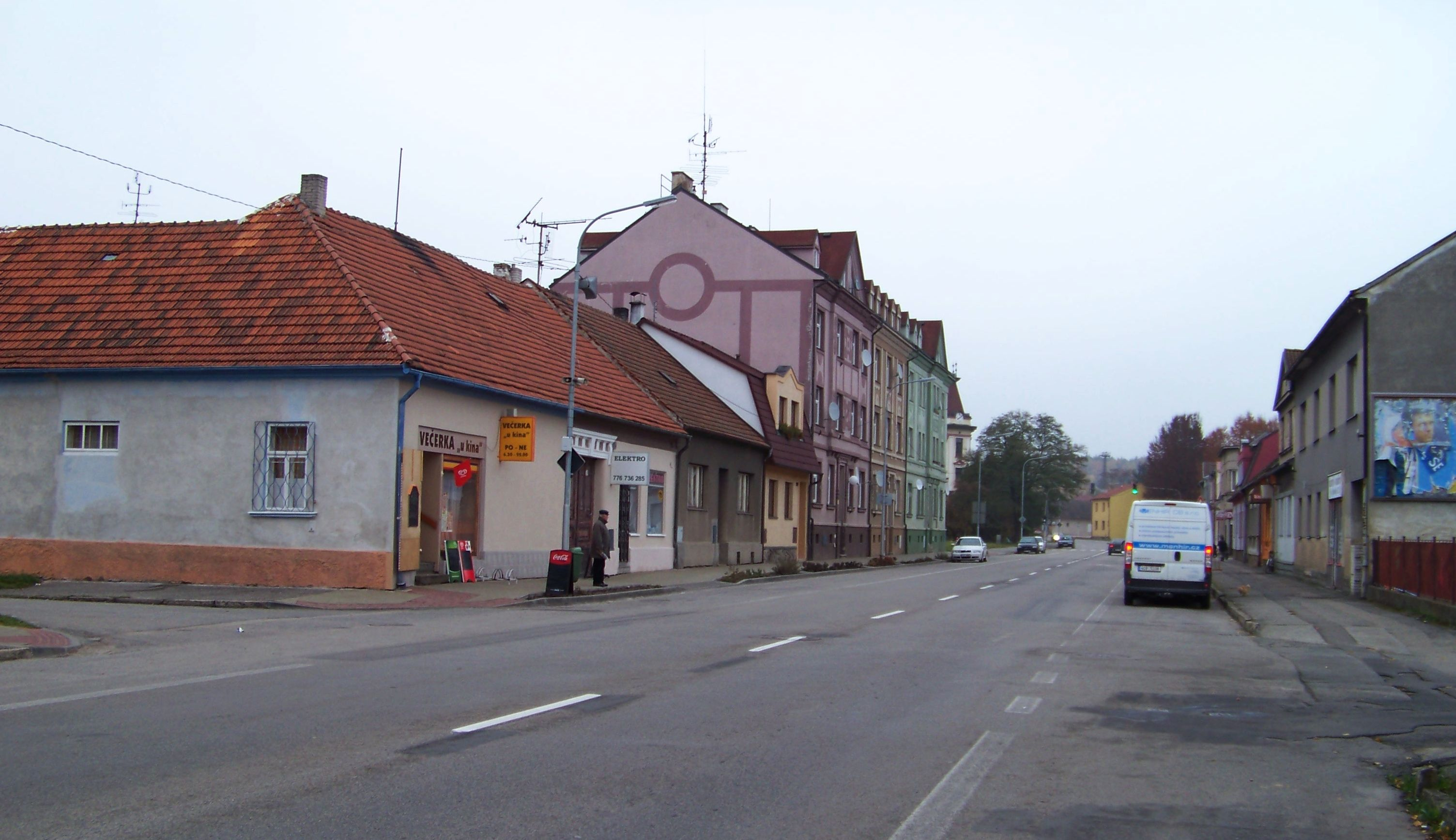
Třída Čs. armády
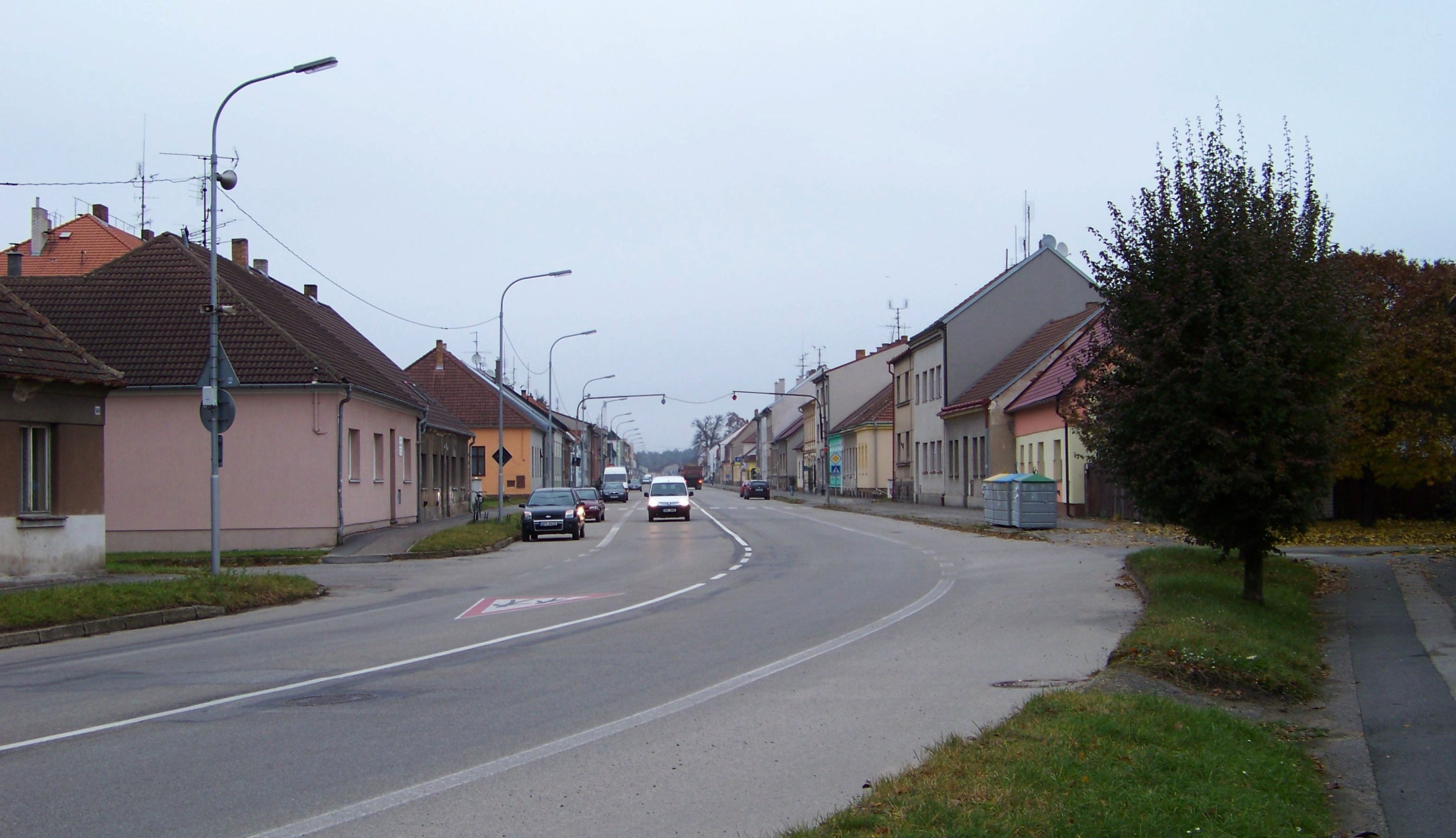
Třída Čs. armády
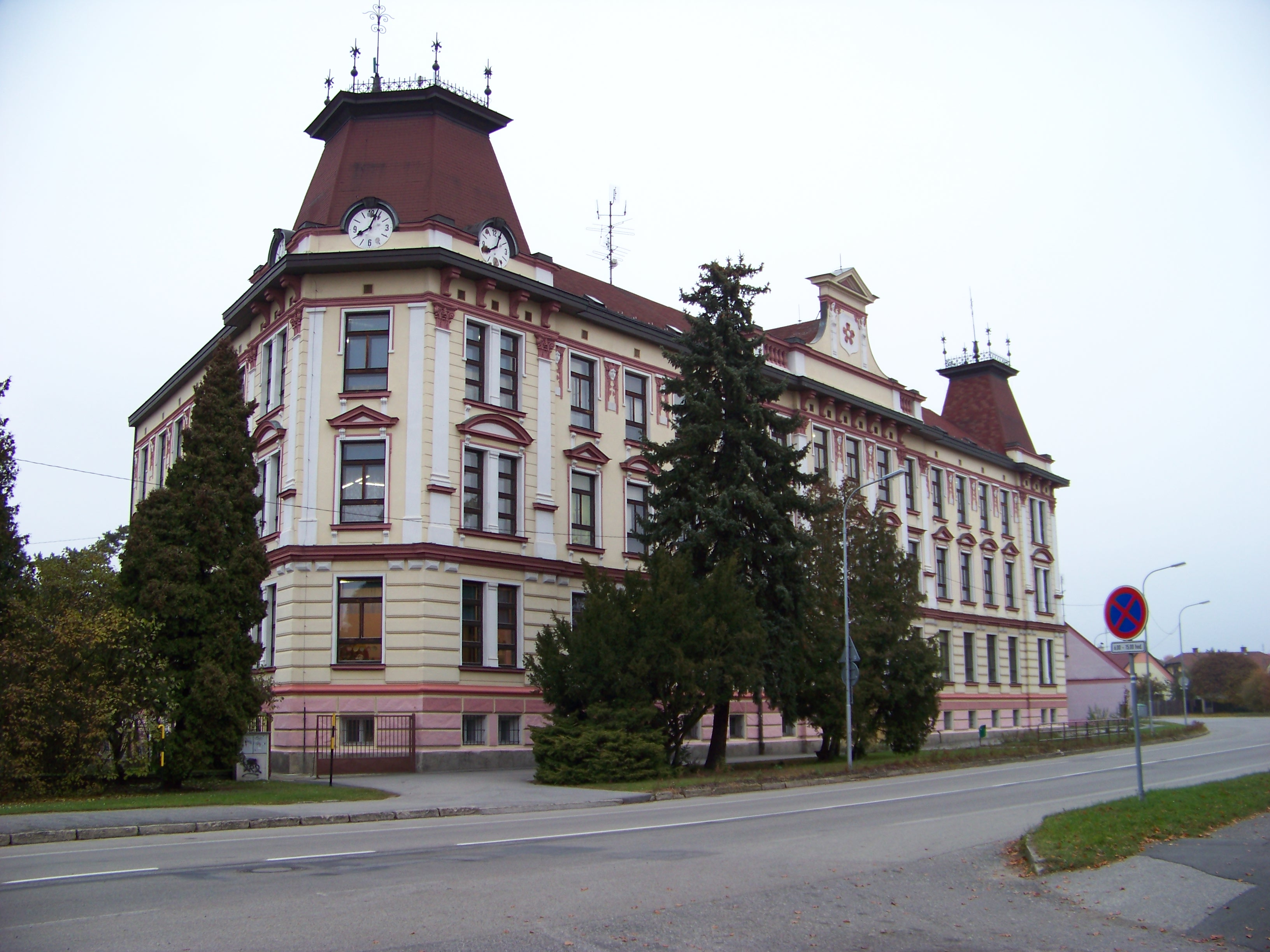
Škola
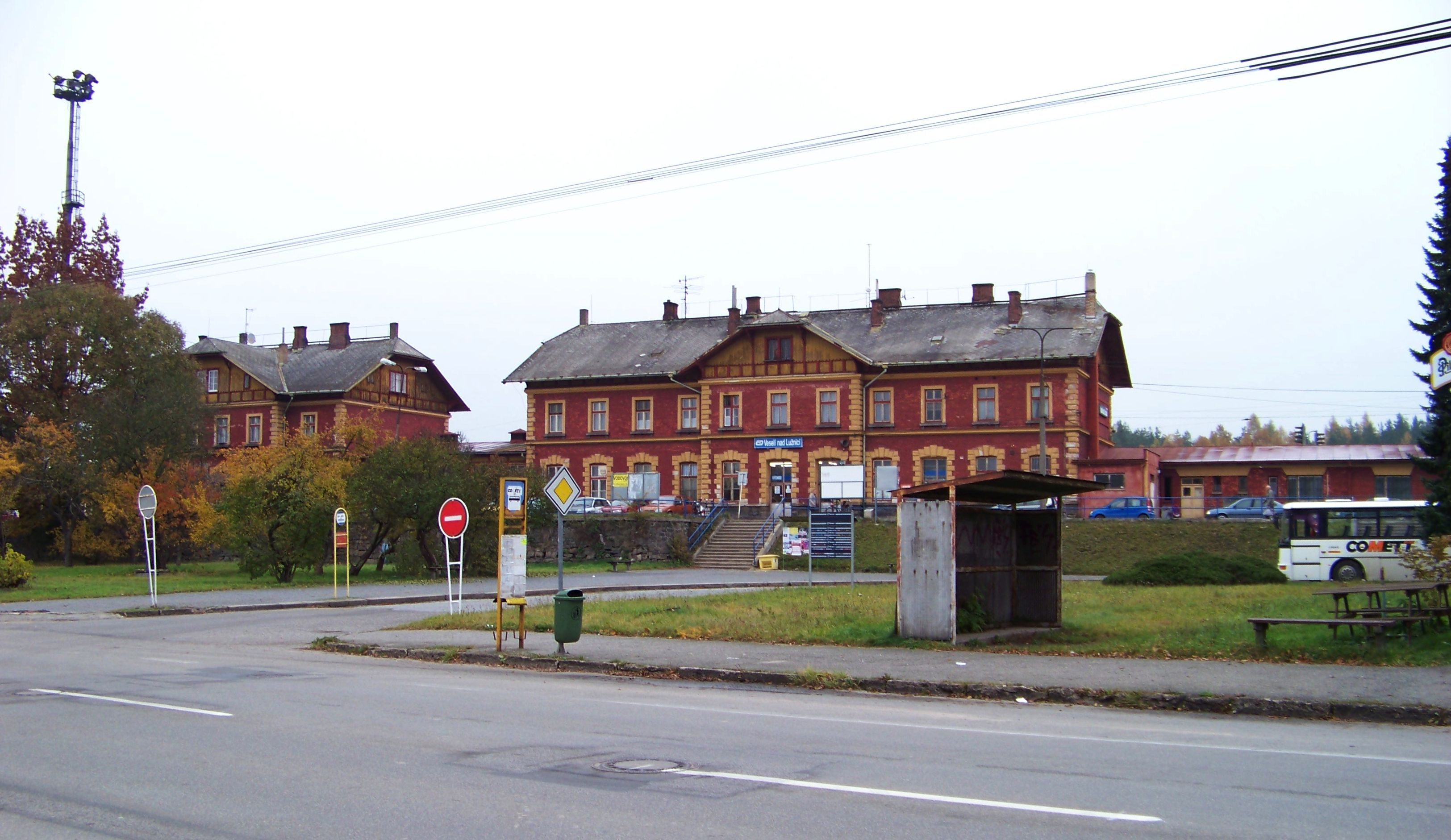
Železniční a autobusové nádraží
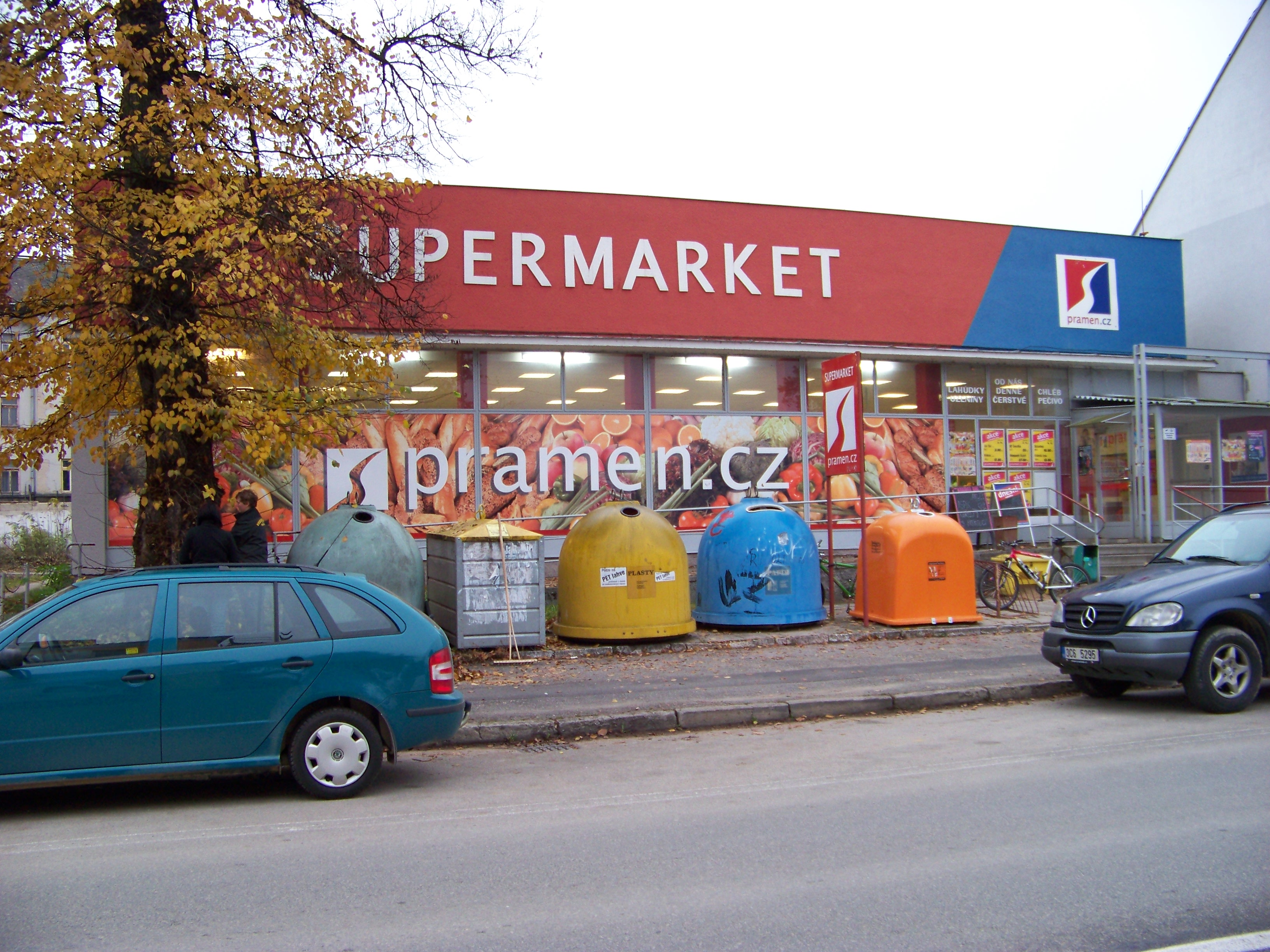
Supermarket Pramen nedaleko nádraží
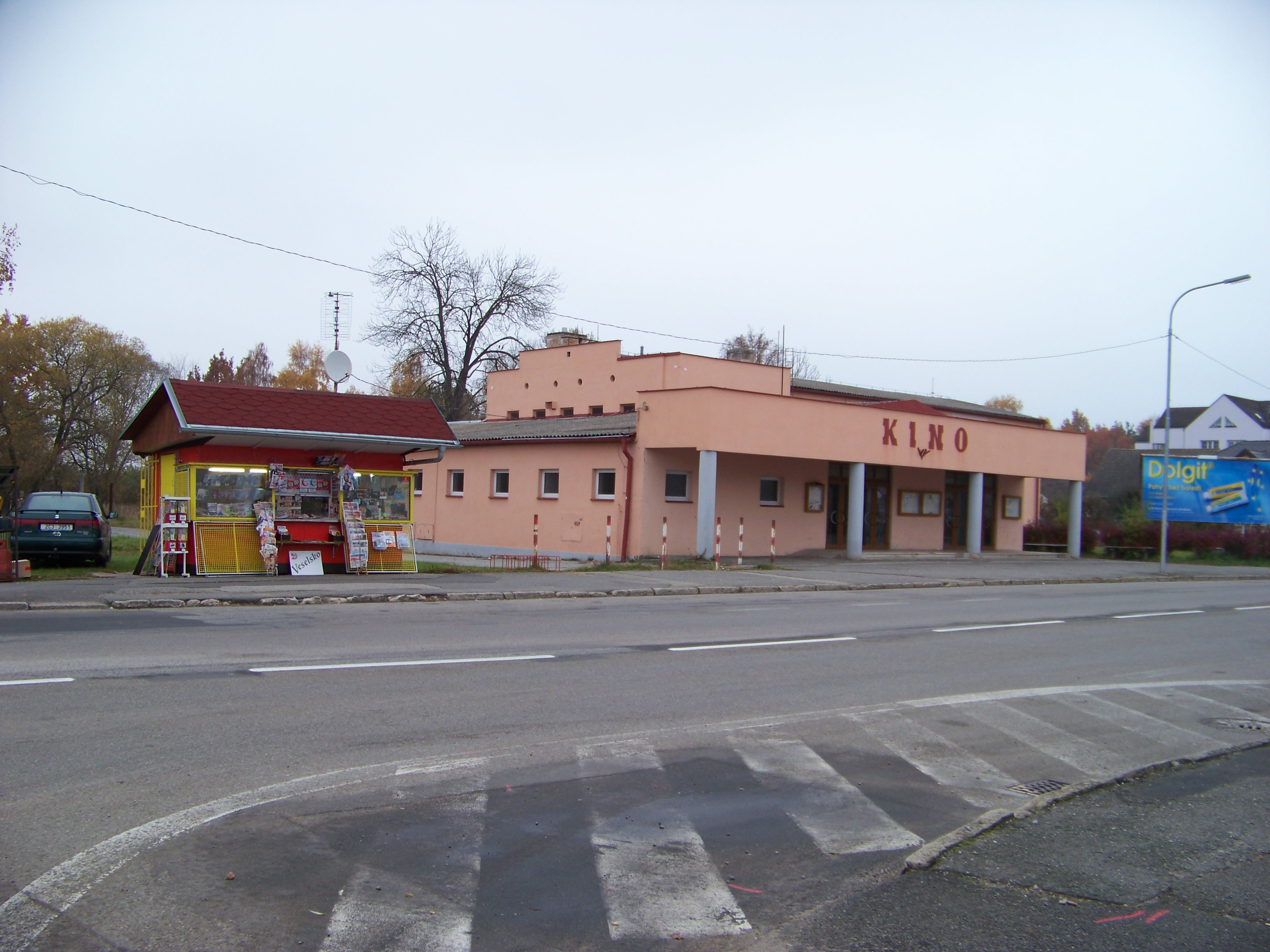
Kino
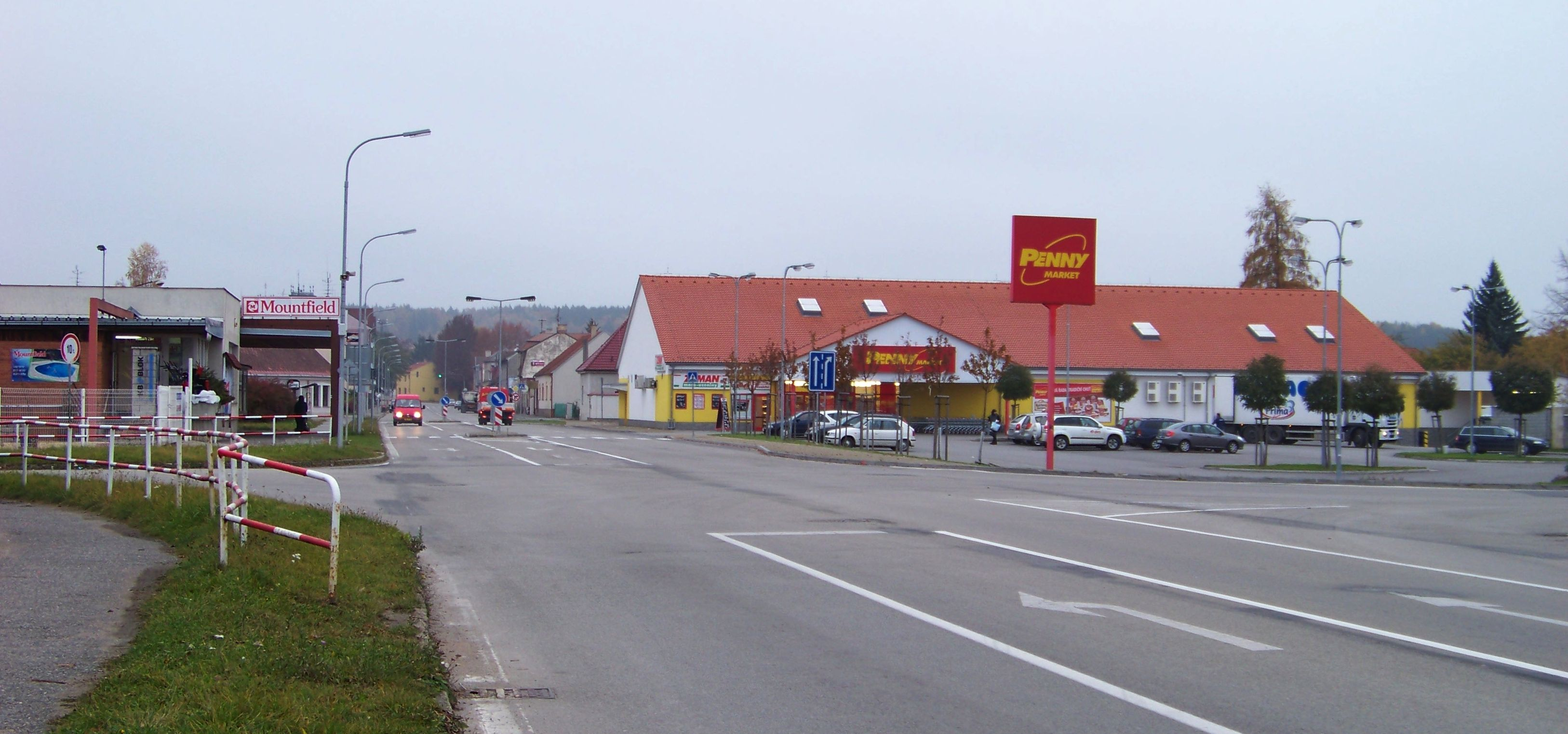
Nový supermarket Penny Market